# ミック・ボンド
ミック・ボンド（Mic Bond、みっく ぼんど、1960年1月28日 - ）は、アメリカ合衆国カリフォルニア州サンディエゴ出身の男性声優・ナレーター・ラジオパーソナリティ。以前はシグマ・セブンに所属していた。
カリフォルニア大学バークレー校で人文学を専攻し、1983年に卒業。同年に来日し、以後は日本で活動している。

## 出演作品

### テレビ番組
- NHK
  - 海外国際フィルムフェスティバル 英語版
  - 1995年 ニュー・ブリード（NHK BS）
  - 1999年 歌舞伎 英語版（エミー賞参加作品）
  - 2000年 誰もいない部屋 英語版（エミー賞参加作品）
  - 2000年 隣人達の戦争 英語版（第40回モンテカルロ国際テレビ祭　時事問題番組の部　銀賞「シルバーニンフ」受賞）

- 日本テレビ
  - 愛情イッポン! 番組宣伝

- フジテレビ
  - ラスタとんねるず・NY大作戦
  - ダブルスコア 番組宣伝

- テレビ東京
  - 高城剛X

### ラジオ
- 文化放送
  - 1991-98年 パンゲア計画

- アール・エフ・ラジオ日本
  - 2006-09年  ポートジョッキー

- J-WAVE
  - 1989-90年 ACROSS THE VIEW
  - 1990-92年 WEEKEND SPLASH
  - 1990-93年 DENKA J-WAVE TRIAL（3回）
  - 1991年 TOKYO TODAY ピンチヒッター（3回）
  - 1991-92年 JT TREND PRODUCE
  - 1997年 J-AZ WAVE
  - 1996-97年 ベネッセ LET'S HAVE SOME MORE
  - 2006-07年 Brandnew J
  - 2005年- MAKING SENSE

- FM東京
  - 1990-92年 18（エイティーン・ディグリーズ）

- エフエムインターウェーブ
  - 1997年 DANCING TROPICANA
  - 2000年 2000 INTERNATIONAL KEIRIN

- J-FM
  - 1996-98年 ENGLISH ONE POINT LESSON

- FM大分
  - 1990-91年 MORNING FLIGHT

### 映画
- 波の数だけ抱きしめて

### テレビアニメ
- のりスタ!（2000年-2003年、コンコルド・ブロンコ）
- 名探偵コナン（2006年、ハンス・バックリー）

### webアニメ
- 幕末機関説 いろはにほへと（2006年、異人）

### ゲーム
- サイドワインダー
- 北斗の拳 〜審判の双蒼星 拳豪列伝〜（2007年）
- ブレイザードライブ（2008年）

### 吹き替え
- iCarly

### スクリプトライター
- INTER-FM「ALL AROUND AMERICA」
- BAY FM「POWER COUNTDOWN HOT 30」
- FM富士「TWILIGHT FREEWAY EUROCHART LINE」
- KISS FM「UK FRONTLINE」等

### その他
- 1990年 EPICソニー「4 BEAT ENGLISH」CD全7巻
- 1991年「題名のない音楽会」出演
- 1991年「波の数だけ抱きしめて」（東宝）出演およびナレーション指導
- 1993年 Jリーグ・三ツ沢競技場、国立競技場の場内FMおよび場内アナウンス
- 1995-96年 「Jリーグ・ニュース」（日本サッカー協会発行）の編集・翻訳を担当。
- 2001年 ツインリンクもてぎサーキット（場内アナウンス）